# 안개 속의 여인
"안개 속의 여인"은 한국에서 제작된 최인현 감독의 1978년 영화이다. 김윤경 등이 주연으로 출연하였고 김용덕 등이 제작에 참여하였다.

## 출연

### 주연
- 김윤경
- 서영란

## 기타
- 조명: 김진도